# Alan Taylor
Alan Taylor (São Francisco, 13 de janeiro de 1959) é um diretor, produtor e roteirista de televisão e cinema norte-americano. Ele já dirigiu filmes e episódios de várias séries de televisão dos Estados Unidos, mais notavelmente aquelas produzidas pela HBO.
Seus pais são o desenvolvedor de jogos eletrônicos James T. Taylor e a curadora Mimi Cazort; sua irmã é a cantora Anna Domino. Ele atualmente vive em Nova Iorque e no interior da Pensilvânia com sua esposa, a maquiadora Nicki Ledermann. Eles têm três filhos: Ginger, Willa e Jem.
Taylor se juntou a equipe da série Deadwood, da HBO, como diretor em sua primeira temporada em 2004. Ele dirigiu o episódio "Here Was a Man". Ele voltou para a segunda temporada e dirigiu o episódio "Requiem for a Gleet". Taylor dirigiu os episódios pilotos das séries Mad Men e Bored to Death, além de episódios subsequentes de cada uma. Ele também dirigiu seis episódios do seriado Game of Thrones, trabalhando também como co-produtor executivo em sua segunda temporada.
Taylor tem 5 filmes para o cinema em sua filmografia: Palookaville (1995), The Emperor's New Clothes (2001), Kill the Poor (2003), Thor: The Dark World (2013) e Terminator: Genisys (2015).